# Vepřová
Vepřová település Csehországban, a Žďár nad Sázavou-i járásban. Vepřová Radostín, Račín, Modlíkov, Havlíčkova Borová, Velká Losenice és Malá Losenice településekkel határos. Lakosainak száma 441 fő (2024. január 1.).

## Népesség
A település lakosságának változását az alábbi diagram mutatja:
| Lakosok száma | 460  | 494  | 498  | 360  | 390  | 406  | 412  | 421  | 420  | 441  |
|               | 1869 | 1900 | 1921 | 1961 | 1980 | 2011 | 2016 | 2019 | 2021 | 2024 |